# Ichneumon leucomelas
Ichneumon leucomelas là một loài tò vò trong họ Ichneumonidae.